# Lomatia hylesina
Lomatia hylesina är en tvåvingeart som beskrevs av Hesse 1956. Lomatia hylesina ingår i släktet Lomatia och familjen svävflugor. Inga underarter finns listade i Catalogue of Life.